# Dendronotoidea
Dendronotoidea is een superfamilie van weekdieren uit de klasse van de Gastropoda (slakken).

## Taxonomie
De volgende families zijn bij de Dendronotoidea ingedeeld:
- Dendronotidae Allman, 1845
- Dotidae Gray, 1853
- Hancockiidae MacFarland, 1923
- Lomanotidae Bergh, 1890
- Scyllaeidae Alder & Hancock, 1855
- Tethydidae Rafinesque, 1815